# Пунтиус-латеристрига
Стриунтиус-латеристрига (лат. Striuntius lateristriga) — вид пресноводных лучепёрых рыб семейства карповых. 

## Описание
Довольно распространённая аквариумная рыба. Тело длиной до 18 см. С возрастом оно вытягивается в высоту. Окраска тела желтоватого или светло-коричневого цвета. Плавники красноватые со светлой каймой. Окраска самцов интенсивнее, с возрастом их голова становится массивнее.
Питается червями, мелкими ракообразными, насекомыми и их личинками, а также растительным материалом. Самки откладывают икру в количестве 1000 бесцветных или светло-жёлтых икринок порциями по 50 в каждой. Личинки вылупляются через 30 часов и через 5—6 дней плавают свободно.
В основном миролюбивые рыбы, если содержатся в стае не менее пяти рыб, но из-за своего большого размера они не подходят для содержания вместе с мелкими рыбами.

## Распространение и среда обитания
Этот вид является обитателем чистых ручьев в горных районах, особенно часто встречается у подножия водопадов. Они являются родными для Малайского полуострова и Борнео. Он предпочитает районы с обильными валунами и каменистыми руслами ручьев.  Также встречается в чистых реках и ручьях южного Таиланда, полуострова Малакка, а также островов Суматры, Явы.

## Содержание в неволе
В аквариуме содержится в пресной воде при температуре от 20 до 28 °С, рекомендуется держать стайками по 10—12 рыбок.